# The Voice of Italy
The Voice of Italy és un programa de televisió en italià i retransmès per la Rai2 i la RaiHD. La primera edició va ser des del 7 de març al 30 de maig de 2013 i la segona del 12 de març al 5 de juny de 2014.
Els entrenadors foren Raffaella Carrà, Piero Pelù, Noemi i Riccardo Cocciante, que a la segona temporada fou substituït pel raper J-Ax. Elhaida Dani guanyà la primera edició i Cristina Scuccia la segona.